# Sydlig kungsalbatross
Sydlig kungsalbatross (Diomedea epomophora) är en fågel i familjen albatrosser inom ordningen stormfåglar. Den och nordlig kungsalbatross behandlades tidigare som en och samma art, kungsalbatross.

## Utseende
Sydlig kungsalbatross är en mycket stor, svartvit albatross med en kroppslängd på 115 centimeter och vikt av ungefär 9 kg. Ungfågeln har vitt på huvud, hals, övre delen av manteln, övergumpen och undersidan. Nedre delen av manteln är svartfläckad. Ovansidan av vingen är mörkt brunsvart med vita fläckar på täckarna och vit framkant, medan undersidan är vit med svart spets. Stjärten är vit med brunsvart spets.

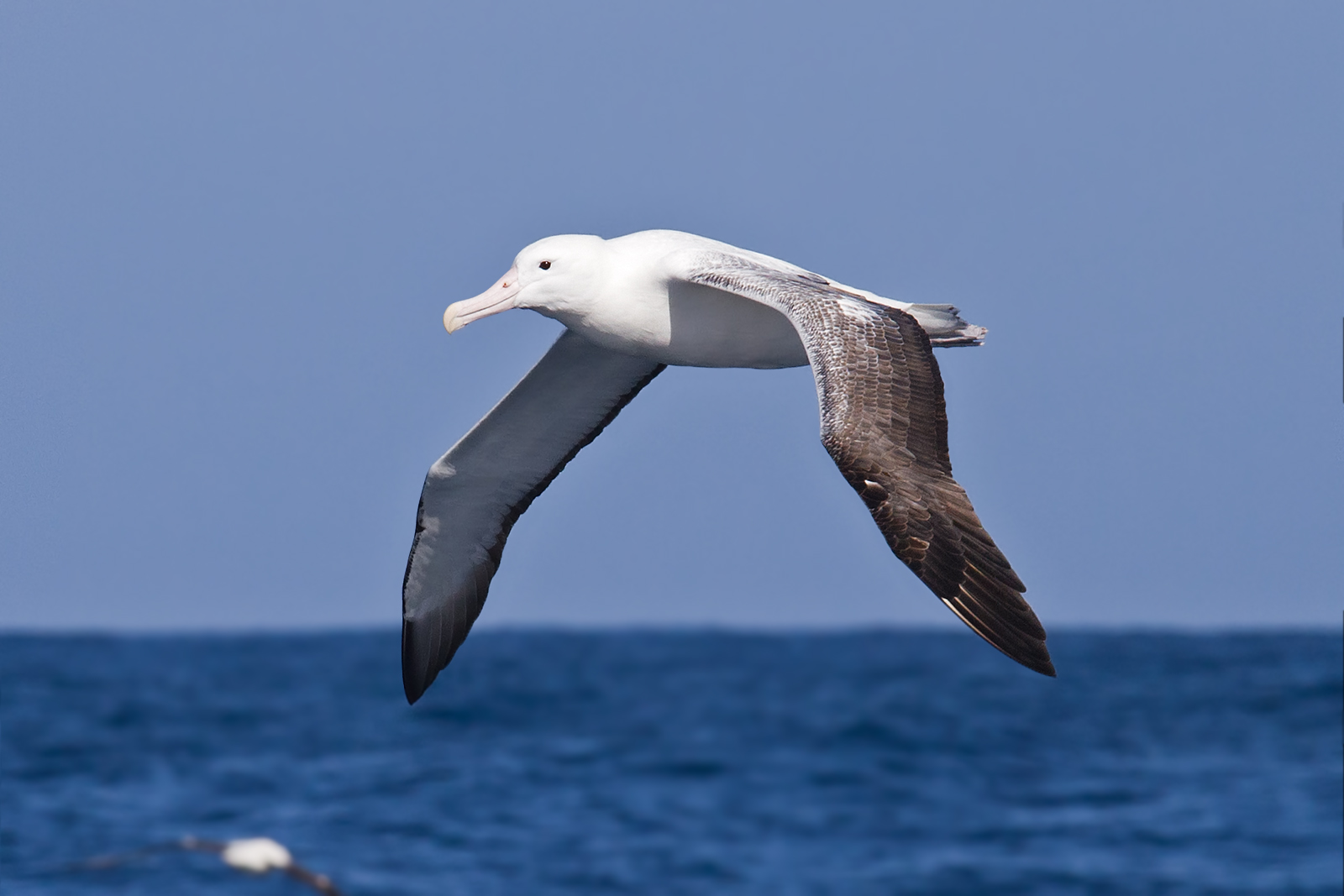

Med ålder bleks rygg och stjärt och blir vita, liksom övre vingtäckarna. I alla åldrar har den ljusskär näbb med svart kant på över näbbhalvans tuggyta. Jämfört med andra arter är adulta hanar vitast av alla albatrosser. Nordlig kungsalbatross har annorlunda teckning på undersidan av vingen. På ovansidan av vingen saknar den vit och framkanten är mörk.

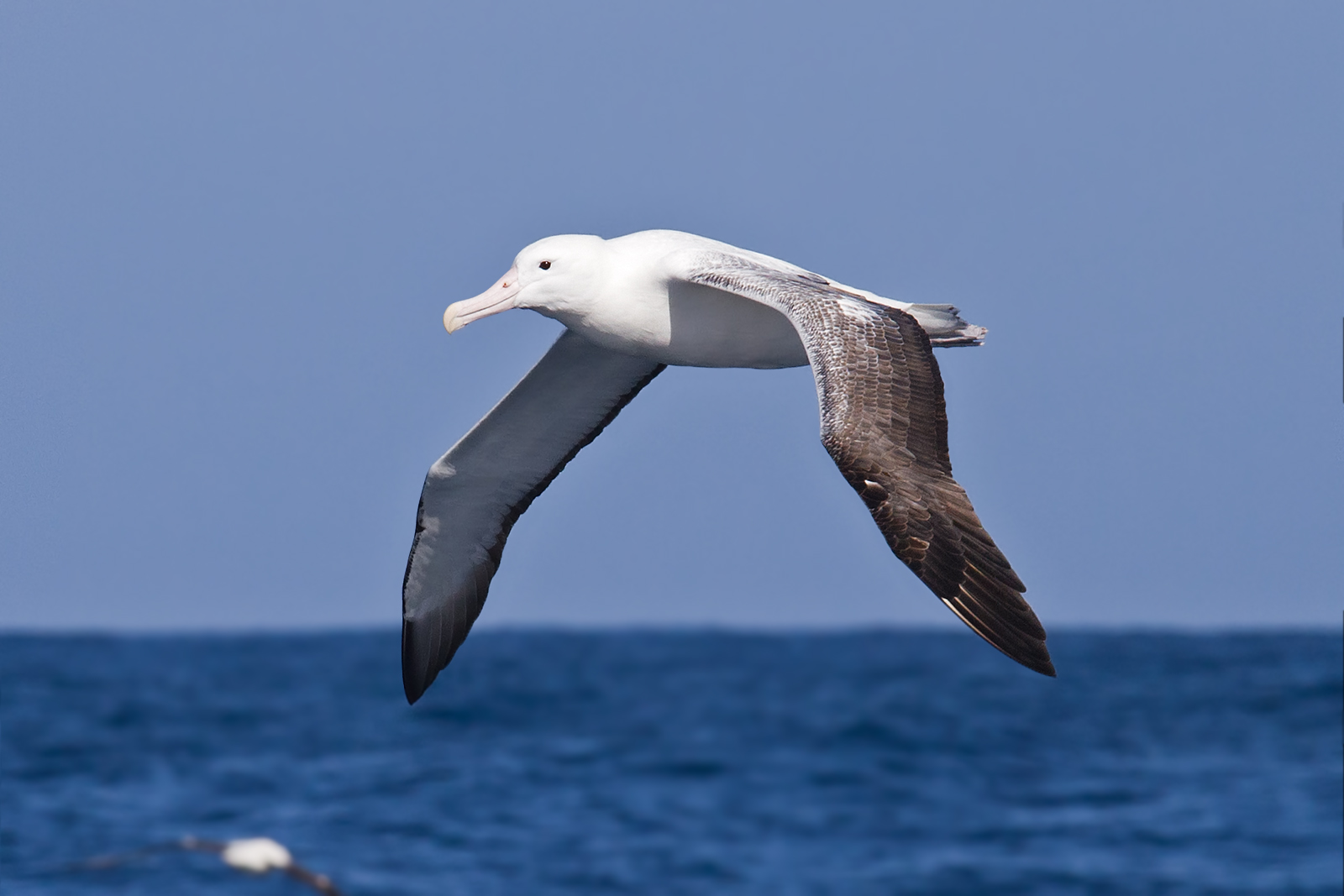

## Utbredning och systematik
I princip hela världspopulationen (99 %) häckar i Campbellöarna utanför Nya Zeeland. Små kolonier finns även i Aucklandöarna och på udden Taiaroa Head på nyzeeländska Sydön samhäckar några individer med nordlig kungsalbatross. När den inte häckar förekommer den pelagiskt cirkumpolärt i Södra oceanen, men påträffas vanligast i vattnen kring Nya Zeeland och Sydamerika. Tidigare behandlades den som samma art som nordlig kungsalbatross (Diomedea sanfordi).

## Levnadssätt
Sydlig kungsalbatross häckar på grässluttningar, åsar och högplatåer, normalt endast vartannat år om häckningen är framgångsrik. Fåglarna återvänder till häckningskolonin i oktober och äggen läggs från slutet av november till slutet av december. De kläcks sedan från början av februari till början av mars och ungarna är flygga mellan början av oktober och början av december. Den börjar häcka först vid sex till tolv års ålder. Födan består huvudsakligen av bläckfisk och fisk, med tillägg av bandsalper, kräftdjur och as.

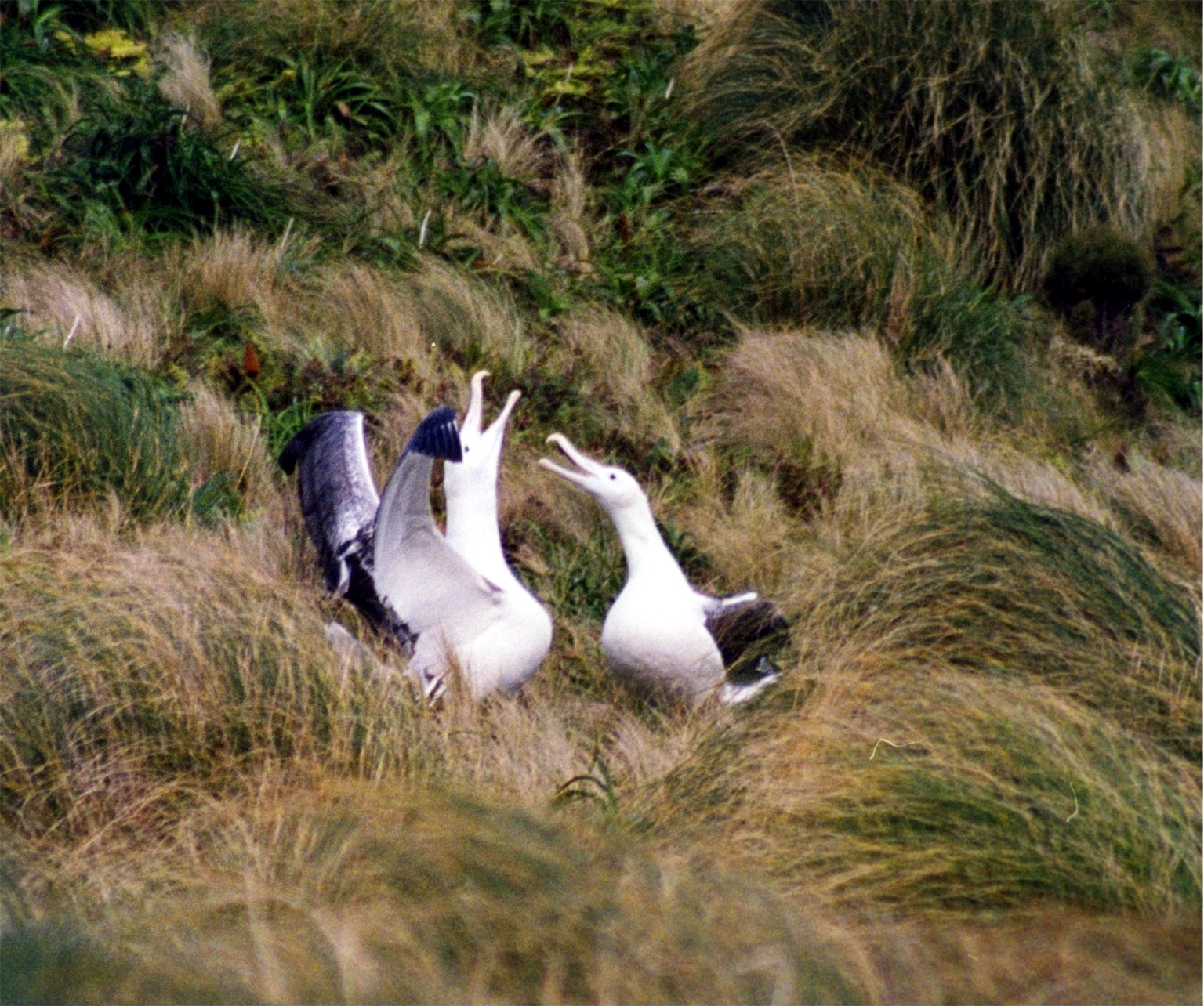
Ett par sydlig kungsalbatross på häckplats.

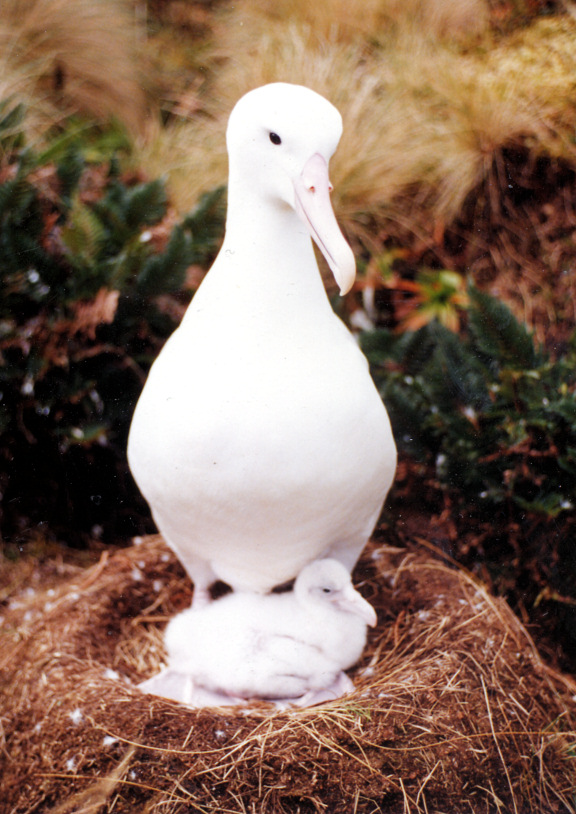
En sydlig kungsalbatross med unge på Campbellön.

## Status
Även om artens populationsutveckling verkar stabil kategoriserar internationella naturvårdsunionen IUCN arten som sårbar med tanke på dess mycket begränsade utbredningsområde. Världspopulationen uppskattas till 27 200 vuxna individer.